# Comissário Europeu para os Transportes
O Comissário Europeu para os Transportes é um membro da Comissão Europeia cujas pastas incluem as políticas de planeamento e desenvolvimento de política e regulamentos de transporte homogéneos em toda a União, da Rede Transeuropeia de Transportes, bem como de programas de interoperação, navegação e sinalização, como o Sistema Europeu de Gestão de Tráfego Ferroviário, sistema de posicionamento Galileo e Céu Único Europeu.
A atual comissária é Adina Ioana Vălean, da Roménia.

## Lista de comissários
|    | Nome                     | País        | Período   | Comissão           |
| -- | ------------------------ | ----------- | --------- | ------------------ |
| 1  | Michel Rasquin           | Luxemburgo  | 1958      | Hallstein          |
| 2  | Lambert Schaus           | Luxemburgo  | 1958–1967 | Hallstein          |
| 3  | Victor Bodson            | Luxemburgo  | 1967–1970 | Rey                |
| 4  | Albert Coppé             | Bélgica     | 1970–1973 | Malfatti, Mansholt |
| 5  | Carlo Scarascia-Mugnozza | Itália      | 1973–1977 | Ortoli             |
| 6  | Richard Burke            | Irlanda     | 1977–1981 | Jenkins            |
| 7  | Giorgios Contogeorgis    | Grécia      | 1981–1985 | Thorn              |
| 8  | Stanley Clinton Davis    | Reino Unido | 1985–1988 | Delors I           |
| 9  | Karel Van Miert          | Bélgica     | 1989–1992 | Delors II          |
| 10 | Abel Matutes             | Espanha     | 1993–1994 | Delors III         |
| 11 | Marcelino Oreja          | Espanha     | 1994–1995 | Delors III         |
| 12 | Neil Kinnock             | Reino Unido | 1995–1999 | Santer             |
| 13 | Loyola de Palacio        | Espanha     | 1999–2004 | Prodi              |
| 14 | Jacques Barrot           | França      | 2004–2008 | Barroso I          |
| 15 | Antonio Tajani           | Itália      | 2008–2010 | Barroso I          |
| 16 | Siim Kallas              | Estónia     | 2010–2014 | Barroso II         |
| 17 | Violeta Bulc             | Eslovênia   | 2014–2019 | Juncker            |
| 18 | Adina Ioana Vălean       | Roménia     | 2019–     | Von der Leyen      |